# Periakten
Periakten oder Periaktoi (Sg. Periaktos) waren dreiseitige Prismen aus Holz, die zur Veränderung der Szenerie des griechischen Theaters dienten. Jede der drei Seiten war unterschiedlich bemalt, sodass ein schneller Kulissenwechsel möglich war.
Sie ruhten auf drehbaren Achsen (in den Boden der Bühne eingelassene Zapfen) und deuteten durch ihre verschieden bemalten Flächen bald diese, bald jene Landschaft an. Die Szenenwand mit den dahinterliegenden Räumen war bedeckt, der übrige Raum der Bühne und der Zuschauerraum unbedeckt.
In der frühen Renaissance griff die Telari-Bühne diese Art des Kulissenbaus wieder auf. Bemalte Telari wurden den antiken Periakten nachempfunden und ergänzten dabei einen ebenfalls bemalten Prospekt im Hintergrund. Auch im heutigen Bühnenbau finden Periakten hin und wieder Verwendung, unter anderem auf Amateurbühnen, aber auch bei Theaterfestspielen, und werden dort mit Projektionen ergänzt.